# 인터-액세스 포인트 프로토콜
인터-액세스 포인트 프로토콜(Inter-Access Point Protocol) 또는 IEEE 802.11f는 멀티벤더 시스템 간의 무선 액세스 포인트(WAP) 통신을 제공하는 IEEE 802.11의 선택적 확장에 대해 기술하는 권고안이다.
802.11은 무선 네트워크 전송 방식들을 관할하는 IEEE 표준의 집합이다. 각각의 방식들은 오늘날 가정, 사무실, 상업 시설 등에서 무선 연결을 제공하기 위해 802.11a, 802.11b, 802.11g, 802.11n 버전에서 널리 사용된다.
IEEE 802.11 표준은 사용자가 한 액세스 포인트(AP)에서 다른 AP로 로밍하는 것과 부하분산을 지원하기 위한 AP 간의 통신을 규정하지 않는다. 802.11 WG는 다른 유선 혹은 무선 분산 시스템(예를 들면, 액세스 포인트들을 서로 연결하는 유선 백본망)과 함께 작동하는 유연성을 제공하기 위해 이 구성요소를 정의하지 않는다.

## 프로토콜 동작
인터-액세스 포인트 프로토콜은 현재의 액세스 포인트와 핸드오프 중인 새로운 AP 사이의 기지국 보안 콘텍스트를 안전하게 교환하기 위해 확장 서비스 세트를 통해 독자적인 연계를 실행하도록 설계되었다. 보안 수준에 따라서 액세스 포인트 간의 통신 세션 키는 RADIUS를 통해 할당된다. RADIUS 서버는 또한 AP의 MAC 주소와 IP 주소 간의 매핑 서비스를 제공한다.

## 상태
802.11F 권고안은 2003년에 비준 · 발표되었다.
IEEE 802.11F는 시험용 권고 시행이었다. IEEE 802 최고 위원회(Executive Committee)는 2006년 2월 3일에 해당 표준의 퇴출을 승인했다.